# Байерсдорфер, Дитмар
Ди́тмар Байерсдо́рфер (нем. Dietmar Beiersdorfer; родился 16 ноября 1963, Фюрт, Бавария, ФРГ) — немецкий футболист, выступавший на позиции защитника. После завершения карьеры игрока футбольный функционер.
С августа 2012 по июнь 2014 был спортивным директором российского клуба «Зенит» из Санкт-Петербурга.

## Карьера футболиста
В ранние годы профессиональной карьеры Байерсдорфер играл за клубы, представляющие баварские города Херцогенаурах и Бамберг в низших лигах Германии. В сезоне 1985/86 он играл за клуб «Гройтер Фюрт», выступавший в Оберлиге, где его заметили скауты «Гамбурга». В «Гамбурге» главный тренер Эрнст Хаппель сразу доверил новичку место в центре обороны.
Первый же сезон стал самым успешным в сотрудничестве игрока с клубом. По итогам чемпионата 1986/87 «Гамбург» стал серебряным призёром, а в финале кубка обыграл «Штутгартер Кикерс» 3-1, где один из мячей забил Байерсдорфер. Спустя шесть сезонов «Гамбург», столкнувшийся с финансовыми трудностями, продал игрока бременскому «Вердеру». В составе «Вердера» Байерсдорфер стал чемпионом Германии в сезоне 1992/93 и вице-чемпионом в сезоне 1994/95. А также обладателем кубка Германии 1993/94, где в финале «Вердер» обыграл «Рот-Вайсс Эссен» 3-1, счёт в матче открыл Байерсдорфер. В январе 1996 перешёл в «Кёльн», а летом того же года в итальянский клуб, на тот момент выступавший в Серии А, «Реджана 1919», где завершил карьеру игрока.
1 мая 1991 Байерсдорфер сыграл свою единственную игру за сборную Германии, под руководством Франца Беккенбауэра, против сборной Бельгии.

## Карьера функционера

### «Гамбург»
В августе 2002 Байерсдорфер занял пост спортивного директора «Гамбурга», где прошла значительная часть его карьеры футболиста. На этом посту ему удалось привлечь в клуб ряд игроков, которых клуб впоследствии продал с существенной для себя прибылью, таких как Халид Булахруз, Рафаэль ван дер Варт, Найджел де Йонг.
Некоторые трансферы «Гамбурга», сделанные при Байерсдорфере
|   | Пришли     | Предыду- щий клуб | Сумма     | Футболист            | Ушли       | Следующий клуб | Сумма      |
| - | ---------- | ----------------- | --------- | -------------------- | ---------- | -------------- | ---------- |
| 1 | 01.07.2004 | Марсель           | 3,8 млн.€ | Даниэль ван Бюйтен   | 01.07.2006 | Бавария        | 8,0 млн.€  |
| 2 | 31.08.2004 | Валвейк           | 1,5 млн.€ | Халид Булахруз       | 21.08.2006 | Челси          | 13,2 млн.€ |
| 3 | 01.07.2005 | Аякс              | 5,1 млн.€ | Рафаэль ван дер Варт | 04.08.2008 | Реал Мадрид    | 15,0 млн.€ |
| 4 | 26.01.2006 | Аякс              | 1,5 млн.€ | Найджел де Йонг      | 21.01.2009 | Манчестер Сити | 18,0 млн.€ |

23 июня 2009 Байерсдорфер покинул пост спортивного директора «Гамбурга» после затяжного конфликта с генеральным директором клуба Берндом Хоффманном. Причиной разногласий было несогласие Байерсдорфера с кандидатурами нескольких последних тренеров назначенными Хоффманном.

### «Ред Булл»
С 1 ноября 2009 по 8 апреля 2011 был спортивным директором всего футбольного проекта производителя энергетических напитков Ред Булл ГмбХ. Таким образом, одновременно являясь спортивным директором сразу пяти клубов на четырёх континентах — «РБ Лейпциг», «Ред Булл (Зальцбург)», «Нью-Йорк Ред Буллс», «Ред Булл Бразил» и «Ред Булл Гана». В «РБ Лейпциг» он также был одно время генеральным директором, а в «Ред Булл Гана» руководителем одноимённой академии при клубе. Контракт был расторгнут по инициативе Ред Булл ГмбХ.

### «Зенит»
В августе 2012 Байерсдорфер был назначен спортивным директором питерского «Зенита». Он стал первым иностранцем из дальнего зарубежья, занявшим такой пост в клубах российской Премьер-Лиги.
Назначение немецкого специалиста состоялось незадолго до трансферов из «Порту» Халка и Акселя Витселя из «Бенфики». Каждый из футболистов обошёлся российскому клубу не менее 40 млн.€, что стало самым дорогостоящим приобретением, когда либо сделанным российскими клубами. Этими трансферами занимался Байерсдорфер, который давно был знаком с агентами футболистов.
В зимнее трансферное окно 2012/13 «Зенит» приобрёл защитников Луиша Нету и Милана Родича.
Летом 2013 «Зенит» пополнился тремя футболистами, перспективными кандидатами в основу национальной сборной России — 25-летним Игорём Смольниковым, купленным у «Краснодара» за 6 млн.€, 23-летним Олегом Шатовым за 5 млн.€ у «Анжи» и 23-летним Юрием Лодыгиным за 800 тыс.€ у «Ксанти». Тем же летом петербургский клуб пополнили на правах свободных агентов, ранее выступавшие за «Зенит» Андрей Аршавин и Анатолий Тимощук, а также 20-летний Иван Соловьёв.
Летом 2014 года Байерсдорфер покинул «Зенит» и вернулся в «ФК Гамбург», где работал функционером до декабря 2016 года.

## Личная жизнь
Дитмар Байерсдорфер окончил факультет бизнес-управления Гамбургского университета экономики и политики, и после работал в аудиторской компании KPMG до начала работы в качестве футбольного функционера.
В 2006 Байерсдорфер женился на гражданке Германии, турецкого происхождения, из семьи турецких трудовых мигрантов. Байерсдорфер старше жены примерно на 10 лет. У пары есть дочка, которая во-время работы отца в «Зените», вместе с мамой проживала в Санкт-Петербурге, посещала обычный русский детский садик.